# Cognac Champblanc
Pour les articles homonymes, voir Cognac.
Cognac Champblanc (né le 7 mars 2003) est un cheval hongre de saut d'obstacles, gris, inscrit au stud-book du Holsteiner. Il se fait connaître grâce à ses succès avec le cavalier néerlandais Gerco Schröder, notamment pour sa participation à la médaille d'or de saut d'obstacles par équipes aux championnats d'Europe de 2015. Il est sponsorisé par le fabricant d'armes Gaston Glock, d'où la modification de son nom en Glock's Cognac Champblanc.

## Histoire

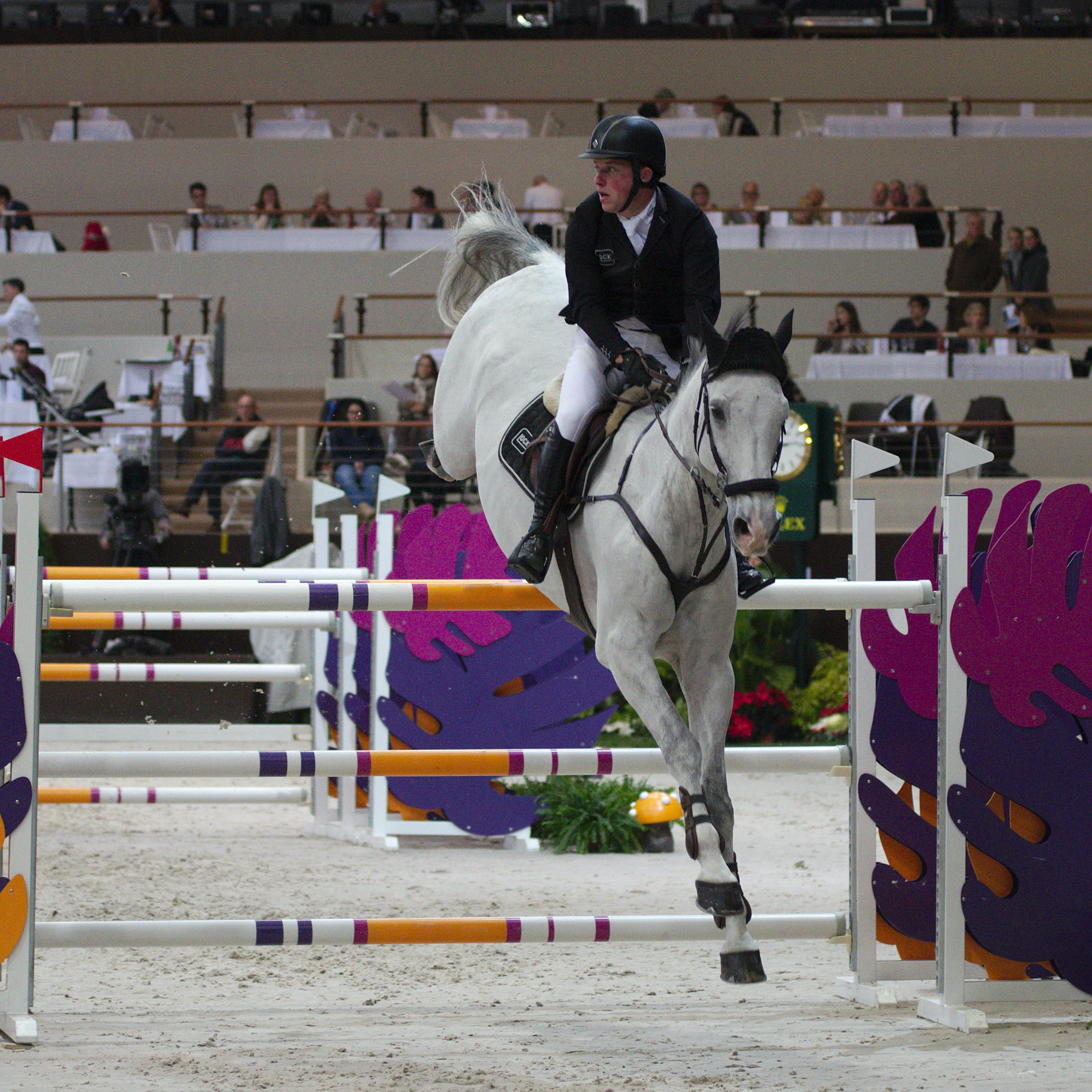
Glock's Cognac Champblanc monté par Gerco Schröder au 54eme CHI de Genève en 2014.

Il naît le 7 mars 2003 à l'élevage de Peter Diedrichsen, à Borgsum/Föhr en Allemagne. Il est vendu aux enchères lors des ventes annuelles du Holsteiner, et acquis par le marchand de chevaux Hubert Hamerlinck. Ce dernier le re-vend peu après à une française, Fleur Bussy, qui prend en charge son débourrage et l'éduque jusqu'à ses 5 ans. Cette dernière confie ne pas avoir voulu de Cognac Chamblanc après l'avoir vu dans son box, car le poulain était d'après elle trop peu élégant pour être re-vendu facilement aux ventes Fences. Elle change d'avis en le voyant sauter.  
Cognac Champblanc est monté au pied levé l'année de ses 4 ans par Grégoire Hercelin, mais ne parvient pas à se qualifier pour la finale du cycle classique à Fontainebleau, car il est trop lent et mal noté pour son modèle. Au début de ses 5 ans, elle le re-vend à un marchand, qui lui-même le vend au haras de Hus. Il y reste jusqu'à ses 7 ans, les frères Schröder en faisant l'acquisition via les écuries d'Ecaussines durant l'été. 
Il est alors monté par Maja Friberg, une cavalière des écuries Schröder, puis par Ben Schröder, le frère de Gerco, sur des épreuves jusqu'à 1,55 m.  
Gerco Schröder le monte à partir du début de l'année 2014. Originellement propriété de la société Eurocommerce, son cavalier le perd en avril 2014 avec la faillite des écuries de cette société. Gaston Glock rachète Cognac Champblanc en novembre, permettant à Schröder de poursuivre sa carrière sportive avec le hongre alors âgé de 11 ans, qui prend le nom de Glock's Cognac Champblanc. A l'occasion des Jeux olympiques de Rio, son nom est de nouveau modifié, les chevaux de l'équipe olympique néerlandaise de saut d'obstacles et de concours complet recevant le suffixe N.O.P. : il devient Glock's Cognac Champblanc N.O.P.. 
Après une pause de 6 mois en 2017, il retrouve la haute compétition lors de l'ouverture du Global Champions Tour au Mexique en mars 2018.

## Description
Cognac Champblanc est un hongre de robe grise, inscrit au stud-book allemand du Holsteiner. 

## Palmarès
- 2015 : Médaille d'or par équipes aux championnats d'Europe de saut d'obstacles à Aix-la-Chapelle[1].
- 2015 : 12e en individuel à la finale de la Coupe du monde de saut d'obstacles 2014-2015, à Las Vegas[1].

## Origines
Cognac Champblanc est un fils de l'étalon Clearway et de la jument One Star, par Caretino 2.